# Due gemelle on the road
Due gemelle on the road è un film commedia d'avventura americano del 2002 con Mary-Kate e Ashley Olsen.

## Trama
Taylor (Ashley Olsen) e Kylie Hunter (Mary-Kate Olsen) festeggiano il loro sedicesimo compleanno e prendono la patente di guida. Esse organizzano un viaggio a Salt Lake City, nello Utah, con i loro amici per le Olimpiadi Invernali del 2002. Quando si fermano in un ristorante locale lungo la strada la loro auto viene rubata. Nel tentativo di proseguire il viaggio, salgono per errore su un aereo diretto a San Diego. Determinate ad arrivare nello Utah in tempo per le Olimpiadi, le adolescenti prendono un pullman da Los Angeles a Las Vegas, ma durante il tragitto si separano accidentalmente in una stazione di servizio. Kylie e metà del gruppo arrivano a Las Vegas, dove finiscono coinvolti in un matrimonio improvvisato, mentre Taylor e gli altri rimangono bloccati in una cittadina di provincia.
Qui, Taylor fa la conoscenza di Charly, una ragazza della loro età che si offre di accompagnarli a Las Vegas con il suo pick-up. Tuttavia, il veicolo si guasta lungo la strada. Charly rivela di non essere una semplice ragazza di campagna, ma di provenire da una famiglia benestante e di possedere un jet privato. Grazie all'intervento di suo padre, tutti riescono infine a volare fino a Salt Lake City.
Al loro arrivo, però, scoprono che le Olimpiadi sono già terminate. Taylor è particolarmente delusa perché desiderava assistere alla gara del suo atleta preferito, Alex Reisher. Per risollevare il morale, i ragazzi organizzano le proprie "Olimpiadi personali", godendosi comunque la permanenza in città. Durante la giornata, Taylor incontra un ragazzo misterioso con cui trascorre del tempo sulle piste da sci, senza però riuscire a vedere chiaramente il suo volto.
Solo un mese dopo, mentre recuperano finalmente la loro auto, Taylor nota la foto di Alex Reisher su un giornale e si rende conto di aver trascorso la giornata sciando proprio con lui.

## Dettagli sulle Riprese
Il film è stato prodotto da Dualstar e Tapestry Films e distribuito da Warner Bros. È stato girato a Santa Barbara (California), a Salt Lake City (Utah), a Las Vegas (Nevada) e in New Mexico.